# مارکوس نیلسون
مارکوس «مَکس» نیلسون (به سوئدی: Marcus ”Max” Nilsson) (زادهٔ ۷ اکتبر ۱۹۸۲ در تروپ) بازیکن والیبال اهل سوئد است. نیلسون در لیگ قهرمانان ۲۰۱۳ که در آن با لوکوموتیو نووسیبیرسک به قهرمانی رسید به عنوان باارزش‌ترین بازیکن رقابت‌ها انتخاب شد.